# Visita de Pío XII a Víctor Manuel III

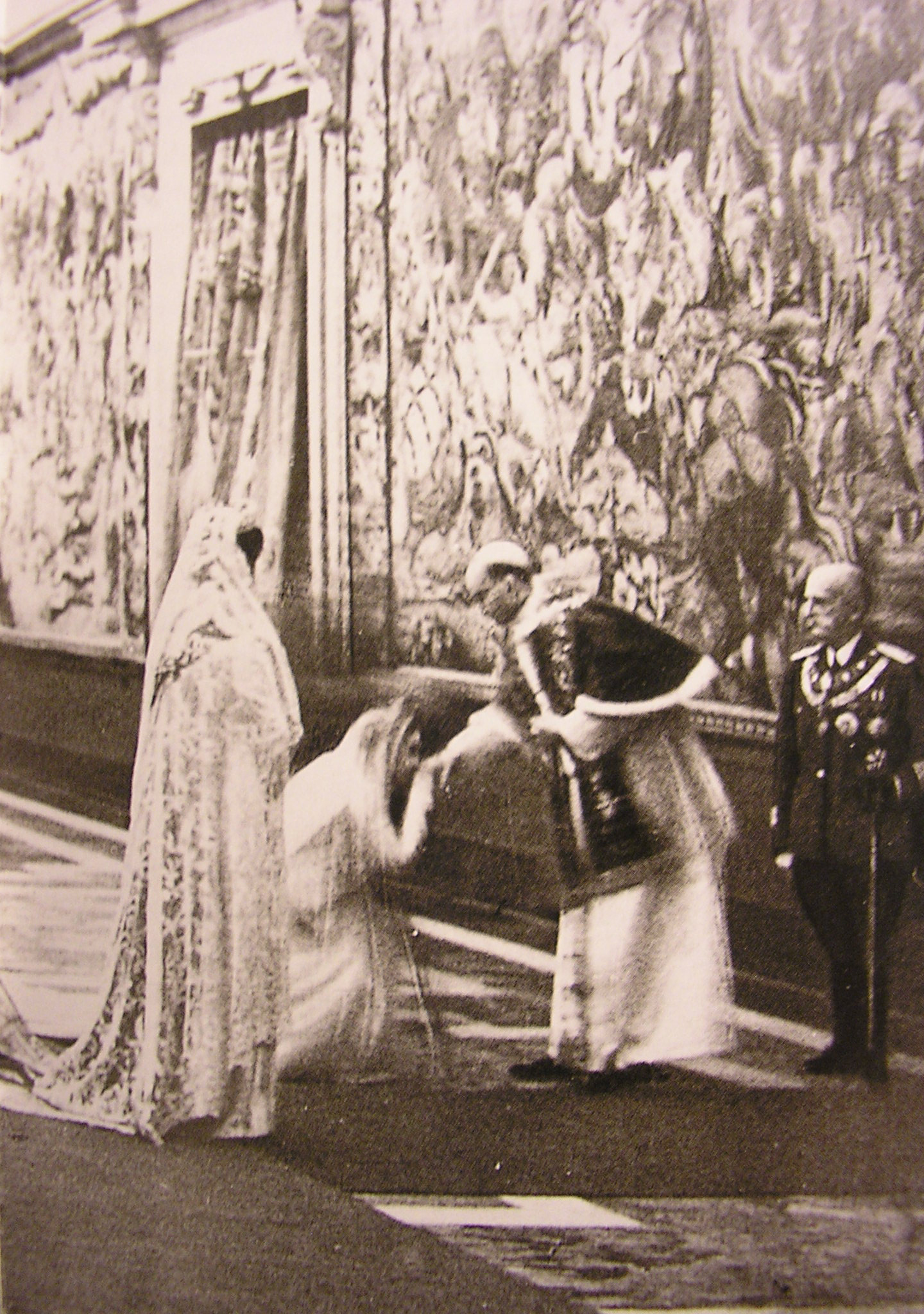
La reina Elena y su nuera María José besando la mano de Pío XII durante la visita, en el interior del Palacio del Quirinal.

La visita de Pío XII a Víctor Manuel III de Italia en 1939 fue uno de los acontecimientos más importantes en la relaciones de la Santa Sede e Italia en el siglo XX.

## Historia

### Antecedentes
En 1939 se cumplían diez años de la firma del acuerdo entre la Santa Sede y el reino de Italia, que puso fin a la situación creada tras la invasión de los Estados Pontificios por parte de las tropas del Reino de Italia, que culminó con la invasión de Roma en 1871. En los años que seguirían hasta la firma de los pactos de Letrán en 1929, los sucesivos pontífices no realizaría salidas fuera de la conocida como ciudad leonina del Vaticano, cercada por la muralla, homónima.
La firma de los Pactos de Letrán supuso la primera salida de un papa fuera del territorio vaticano. Para celebrar los 10 años de relaciones entre ambos soberanos, se planteó que los monarcas italianos visitaron a Pío XII en el Palacio Apostólico del Vaticano, y después el pontífice les devolviera la visita en el palacio del Quirinal, residencia de los monarcas de Italia, anteriormente residencia papal hasta 1871.
La visita se producía en el momento en que Italia no había entrado en la Segunda Guerra Mundial y Pío XII quiso incentivar las miras pacifistas de la Italia fascista.
Días antes el ministro de asuntos exteriores y yerno de Mussolini, conde Ciano había visitado a Pío XII con motivo de su investidura como caballero de la orden de la Espuela de Oro. 

### Desarrollo
La visita se anunció el 23 de diciembre, informándose de que se produciría el día 28. A las 10:00 de la mañana, bajo una intensa lluvia, comenzaron a sonar las campanas del Capitolio, siendo respondidas por las de todas las iglesias de Roma, incluyendo la basílica de San Pedro del Vaticano. Este toque de campanas marcaría la salida del cortejo papal desde el patio de San Dámaso en el Palacio Apostólico hacia el Quirinal. Para la visita, Pío XII viajó en un automóvil Graham Paige, que había sido regalado a su predecesor en 1929. Además, a pesar de la lluvia, el pontífice decidió llevar el coche descubierto para permitir que las multitudes que se habían reunido a lo largo del recorrido pudieran verlo de la mejor forma posible.
El recorrido se encontraba guardado por distintas fuerzas militares. En la plaza de San Pedro se situaron las tropas pontificias, que se arrodillaban al paso del papa.
En el límite de la plaza, frontera entre la ciudad del Vaticano e Italia, el cortejo se detuvo ante un dosel en el que se encontraba el gobernador de Roma, Giangiacomo Borghese, y el cuerpo municipal de la ciudad vestidos en traje de gala. Borghese, de rodillas, pronunció un discurso de bienvenida al pontífice, señalando la importancia de esta fecha para la historia de la Roma. Tras este discurso, el cortejo continuó a través de la ciudad de Roma hacia el Quirinal entre reclamaciones. Al llegar a la plaza del Quirinal, las tropas del italianas que formaban guardia en ese lugar tocaron el himno pontificio.
El automóvil papal entró en el patio del Quirinal, donde aguardaban el rey Víctor Manuel III y su primogénito, el príncipe heredero Humberto. Cuando se abrió la portezuela del coche, Víctor Manuel III se arrodilló para besar la mano de Pío XII que, en un gesto especialmente señalado, levantó al monarca del suelo y subieron juntos las escaleras de honor del Quirinal, seguidos por los cortejos pontificio y real.

En la parte superior de las escaleras se encontraban la reina Elena y la princesa María José, esposa del príncipe heredero, así como otras princesas de la familia real de Italia, todas ellas vestidas de blanco, un privilegio concedido por Pío XI a las princesas de la Casa de Saboya con motivo de la firma de los Pactos de Letrán. El primer acto consistió en una visita al santísimo Sacramento en la capilla Paulina. En este espacio de culto se encontraban expuestas las rosas de oro que sido entregadas respectivamente a María Adelaida de Austria en 1847 y a la propia reina Elena en 1937, así como la reliquias de distintos beatos pertenecientes a la casa de Saboya. Posteriormente el pontífice tuvo una audiencia privada en el salón del trono con los reyes, a quienes después se sumaron distintos miembros de la familia real. La audiencia finalizó con un importante discurso de Pío XII en el que se señalaba la catolicidad de la casa real, a la vez que se hacían votos por que Italia mantuviera su posición no beligerante en el marco de la Segunda Guerra Mundial. La parte final del discurso del papa contenía la admonición más directa al mantenimiento de la paz:
Onde Noi supplichiamo Iddio e la Vergine Madre di stendere la loro protezione sugli Augusti Sovrani, sui Principi e le Principesse Reali, sull'illustre Capo e sui Membri del Governo, e su tutti i presenti affinché la pace, che, salvaguardata dalla saggezza dei Reggitori, fa grande, forte e rispettata l'Italia in faccia al mondo, diventi ai popoli, che oggi, quasi fratelli fattisi nemici, si combattono attraverso le terre, i cieli e i mari, sprone ed incitamento a future intese, le quali per il loro contenuto e per il loro spirito siano sicura promessa di un nuovo ordine tranquillo e duraturo, ordine che invano si cercherebbe fuori delle vie regali della giustizia e della cristiana carità.

(en español, Por eso suplicamos a Dios y a la Virgen Madre que extiendan su protección sobre los augustos Soberanos, los Príncipes y Princesas Reales, el ilustre Jefe y los miembros del Gobierno, y todos los presentes, para que llegue a los pueblos la paz que, salvaguardada por la sabiduría de los Gobernantes, hace a Italia grande, fuerte y respetada ante el mundo, que hoy, como hermanos convertidos en enemigos, combaten a través de las tierras, los cielos y los mares, espoleen e inciten a futuros acuerdos, que por su contenido y espíritu sean promesa segura de un nuevo orden tranquilo y duradero, orden que en vano se buscaría fuera de los regios caminos de la justicia y de la caridad cristiana.)
Posteriormente, el papa volvió al Vaticano, también con el coche descubierto, y entre aclamaciones.

## Valoración
La visita fue ampliamente cubierta por la prensa italiana y extranjera. Además, sobre la visita escribió el cardenal Celso Costantini en su diario:
La ceremonia de hoy demuestra lo inmensamente lejos que hemos llegado en los últimos tiempos gracias a una cierta madurez de ideas y de realizaciones y gracias a la clarividencia de Pío XI y de Mussolini. Es una lástima que Mussolini haya sido más oportunista que sincero; sin embargo, este gran acontecimiento es uno de los honrosos logros de Mussolini. Nunca la Iglesia ha aparecido más dinámica, más firme y más divina que en estos últimos tiempos, incluso mientras asistimos a la ruina de una civilización materialista, mientras Europa es sacudida por un terremoto político que ya ha causado tantas muertes y tantas ruinas.